# Conilepia nigricosta
Conilepia nigricosta är en fjärilsart som beskrevs av John Henry Leech 1888. Conilepia nigricosta ingår i släktet Conilepia och familjen björnspinnare. Inga underarter finns listade i Catalogue of Life.